# Madonna (álbum)
Madonna é o álbum de estreia da artista musical estadunidense de mesmo nome. O seu lançamento ocorreu em 27 de julho de 1983, através das gravadoras Sire Records e Warner Bros. Records. Foi relançado em 1985 nos mercados europeus sob o título de Madonna: The First Album. Em 1982, enquanto estabilizava-se como cantora no centro de Nova Iorque, Madonna conheceu Seymour Stein, presidente da Sire Records, que contratou-a depois de ouvir seu single "Everybody". O sucesso da canção nas boates fez com que a gravadora contratasse-a para um acordo de diversos álbuns. Para o disco, Madonna decidiu trabalhar com Reggie Lucas, um produtor da Warner Bros.. Entretanto, ela não satisfez-se com as faixas completadas e não concordou com as técnicas de produção de Lucas, e procurou ajuda adicional para a produção. A cantora convidou seu então namorado John "Jellybean" Benitez, para ajudá-la à completar o projeto. Benitez remixou diversas canções e produziu "Holiday".
Gravado entre maio de 1982 e abril de 1983 nos estúdios Sigma Sound Studios em Nova Iorque e originalmente intitulado Lucky Star, Madonna possui uma sonoridade dissonante derivada do dance-pop e do pós-disco, bem como da forma do pop rock e do disco alegre e sintético, e utiliza parte da tecnologia da época, como o uso da máquina de ritmos Linn e os sintetizadores Moog e Oberheim OB-X. Suas canções são interpretadas pela cantora em um timbre vocal feminino e brilhante, e liricamente falam sobre amor, relacionamentos e diversão. Considerado um dos melhores álbuns dos anos 1980, foi recebido com análises geralmente mistas de críticos musicais na época de seu lançamento; contudo, análises em retrospecto prezaram sua produção, seu som e seus gêneros musicais. Em 2008, foi nomeado pela Entertainment Weekly como o quinto melhor disco dos 25 anos anteriores.
Comercialmente, obteve um desempenho positivo, listando-se nas dez melhores posições em diversos países, como Austrália, França, Nova Zelândia e Reino Unido. Nos Estados Unidos, Madonna atingiu a oitava colocação na Billboard 200 após pouco mais de um ano de seu lançamento, e vendeu 2 milhões e 800 mil unidades neste período. Foi o sétimo disco mais vendido no país em 1984, e recebeu uma certificação de platina quíntupla pela Recording Industry Association of America (RIAA), reconhecendo vendas de cinco milhões de cópias no território. No Reino Unido, o projeto obteve um desempenho semelhante, conquistando a sexta posição como melhor na UK Albums Chart após o lançamento de Madonna: The First Album em julho de 1985. Mundialmente, comercializou mais de 10 milhões de exemplares.
Cinco singles foram lançados a partir de Madonna. Os dois primeiros, "Everybody" e "Burning Up", não obtiveram um bom desempenho comercial, mas foram bem sucedidos na tabela genérica Hot Dance Club Songs. O terceiro, "Holiday", tornou-se a primeira música de Madonna a registrar entrada na Billboard Hot 100, onde atingiu como pico a 16.ª colocação, bem como a sua primeira obra a culminar na Hot Dance Club Songs. "Lucky Star", a quarta faixa de trabalho, converteu-se na primeira canção da artista a entrar nas cinco primeiras posições da Billboard Hot 100. O último foco de promoção, "Borderline", também obteve um desempenho positivo, liderando a tabela da Irlanda e listando-se nos dez melhores postos de diversas tabelas musicais. A divulgação do CD contou com apresentações em boates e programas televisivos, bem como com o lançamento do vídeo Madonna, que compilou também vídeos musicais de seu álbum seguinte Like a Virgin (1984), e a turnê The Virgin Tour (1985), que visitou cidades dos Estados Unidos e do Canadá e foi registrada no filme-concerto Live - The Virgin Tour, lançado em 1985. Madonna comentou que queria ter mais variedade nas canções do disco, e mais controle criativo em sua produção. O trabalho definiu o padrão do dance-pop e indiciou direção musical para outras cantoras, como Janet Jackson e Debbie Gibson. Também é notado por inserir sua intérprete no cenário musical e lançar sua carreira como uma diva da música pop.

## Antecedentes e desenvolvimento

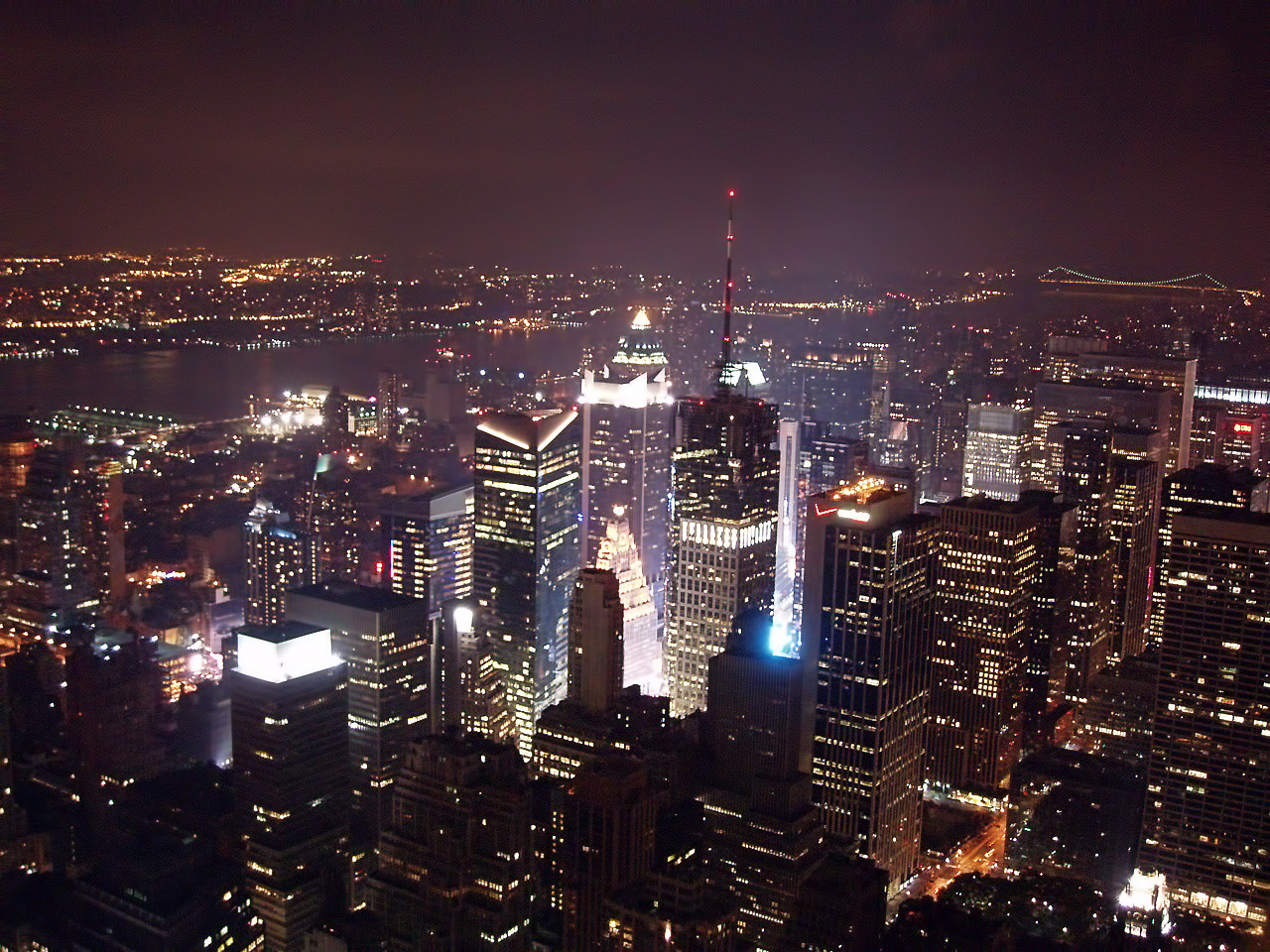
Antes de ser contratada pela Sire, Madonna estava vivendo em Nova Iorque (imagem) e tentando configurar sua carreira musical.

Em 1982, Madonna, então com 24 anos de idade, estava vivendo em Nova Iorque e tentando configurar sua carreira musical. Na época, ela era baterista de uma banda chamada Breakfast Club, liderada pelos irmãos Gilroy, Dan e Ed. No ano seguinte, após um desentendimento com Dan, Madonna deixou a banda. Ela então ligou para Stephen Bray, seu ex-namorado de Michigan, que "prontamente" concordou em ajudá-la em Nova Iorque com sua carreira. Junto com Gary Burke e Brian Syms, eles formaram uma banda chamada The Millionaires. Depois, quando os irmãos Gilroy voltaram ao grupo, mudaram o nome para Emmy, outro dos muitos apelidos de Madonna. Em 1981, depois de assistir a um dos shows do Emmy no Max's Kansas City, Adam Alter e Camille Barbone, executivos da Gotham Records, assinaram um contrato com a musicista que, a essa altura, já tinha um "pequeno fã clube na cena gay do centro da cidade". No entanto, a associação durou pouco e foi dissolvida no ano seguinte devido a diferenças criativas entre a gravadora e a cantora: Gotham queria que ela gravasse rock and roll enquanto a mesma queria focar no disco.
Em 1982, a cantora estava morando com Bray em um estúdio de ensaio não utilizado. Depois de perceberem que o "funk estavam se popularizando nas rádios e nas pistas de dança", eles criaram uma fita demo com quatro faixas nesse segmento, incluindo "Everybody", "Ain't No Big Deal" e "Burning Up". Como nenhuma gravadora queria apoiá-la, Madonna começou a distribuir a fita sozinha, visitando boates locais e tentando convencer disco-jóquei (DJ) a tocá-la. Ela conseguiu que Mark Kamins, o DJ residente da boate Danceteria, tocasse "Everybody", o que teve uma recepção positiva do público. Ele prometeu a Madonna que a ajudaria a conseguir um contrato de gravação com a condição de que ocupasse a função de seu produtor musical. Como ele também trabalhava no departamento de artistas e repertório (A&E) da gravadora Sire Records, Kamins levou a fita para seu chefe Chris Blackwell, mas ele não ficou impressionado nem interessado em contratar Madonna.
Kamins então abordou o presidente da Sire Records, Seymour Stein, que na época estava no Lenox Hill Hospital se recuperando de uma cirurgia cardíaca. Stein pediu a sua secretária que enviasse a fita ao hospital para que ele pudesse ouvi-la; "Gostei do refrão, gostei da voz da Madonna, gostei da sensação [...] gostei de tudo e a reproduzi novamente", lembrou o executivo. Madonna, por sua vez, mal se importou com o fato do executivo estar internado num hospital e assinou contrato com ele deitado na cama, em recuperação. Ele a contratou para lançar três singles em vinis de doze polegadas com opção de álbum; ela receberia 15 mil dólares por cada um, mas também teria que pagar por todos os custos de gravação. O executivo A&E da Sire, Michael Rosenblatt, que supervisionou todo o processo, queria lançar "Everybody" como um single duplo com "Ain't No Big Deal". Esta última faixa, porém, "não ficou boa", então Roseneblatt decidiu colocar "Everybody" nos dois lados do disco: uma versão durou 5:56, enquanto a outra, em formato dub, durava 9:23 minutos. Desde que gravou a demo, Bray argumentou que deveria ser o produtor do single, mas Stein decidiu nomear Kamins, "pelo puro interesse de ver onde isso iria". Kamins, no entanto, não estava interessado em produzir, querendo se concentrar em suas atividades como A&R; ele abordou o músico Kashif para ver se ele estava interessado em trabalhar na música, mas recusou a oferta.

## Desenvolvimento e gravação
Ela estava insatisfeita com [o álbum] inteiro, então eu cheguei e adociquei várias músicas para ela, adicionando algumas guitarras em 'Lucky Star', algumas vozes, um pouco de mágica. (...) Eu só queria fazer o melhor trabalho que poderia fazer para ela. Quando nós reproduzimos 'Holiday' ou 'Lucky Star', você poderia ver que ela ficou surpresa com o quão grande tudo soou. Você queria ajudá-la, sabe? Por mais que ela pudesse ser uma vadia, quando você entrasse no ritmo com ela, era muito legal, muito criativo.

—Benitez falando sobre Madonna e o álbum.
De acordo com Michael Rosenblatt, ele queria que o álbum tivesse um "toque R&B", por isso trouxe o produtor Reggie Lucas, da Warner Bros., que já havia trabalhado com artistas como Roberta Flack e Stephanie Mills. Rosenblatt também sentiu que Madonna precisava trabalhar com alguém que "pudesse realmente ajudá-la com seus vocais. A habilidade de Mark [Kamins] eram os grooves, não trabalhar com uma garota que nunca esteve em estúdio antes". Ao conhecê-la, Lucas não ficou impressionado com o "estilo punk" da cantora e achou que ela não parecia "particularmente vanguardista". Em abril de 1982, "Everybody" foi gravada nos Blank Tape Recording Studios, de Bob Blank, em um período de três dias. Barry Eastmond foi contratado como arranjador da faixa, mas deixou o projeto após discutir com Madonna; ela sentiu que o trabalho dele era "muito calmo" e não tinha o "estílo das boates que ela ansiava". Rosenblatt tomou a decisão de substituir as partes tocados por Eastmond nos teclados por Fred Zarr, que foi recrutado por Arthur Baker.
O restante das músicas foram gravadas nos Sigma Sound Studios, em Nova Iorque. Antes de entrar em estúdio, Madonna escreveu mais três canções para o álbum: "Think of Me", "I Know It" e "Lucky Star". A letra dessa última foi escrita em um bloco de notas amarelo, enquanto sua melodia foi criada em um teclado Casiotone com um toca-fitas que Kamins havia dado a ela. A cantora escreveu como um agradecimento a ele, e com a esperança de que ele a tocasse em sua set list na Danceteria. Uma das primeiras versões gravadas de "Lucky Star", que Madonna e Lucas criaram, foi descrita como contendo "uma vertente R&B", enquanto outra era pesada em guitarras, mas devido a uma experiência negativa envolvendo a cantora e um guitarrista de rock, foi rapidamente descartado. Logo, porém, ela percebeu que não havia músicas suficientes para o disco, para o qual Lucas trouxe então duas composições de sua autoria: "Physicaltraction" e "Borderline", escritas especificamente para ela. Esta última foi a primeira faixa em que Lucas usou uma bateria eletrônica em vez de um baterista; ele e Madonna trabalharam nela enquanto estavam no apartamento do artista Jean-Michel Basquiat. Surgiram problemas entre os dois, pois ela sentiu que ele estava "afastando [as músicas] da forma esparsa das demos originais", algo que ela não aprovava; o produtor acabou saindo do projeto sem alterar as faixas. A cantora então convidou John "Jellybean" Benitez, seu namorado na época, para trabalhar e mixar as músicas restantes. No caso de "Burning Up" e "Lucky Star", Benitez adicionou riffs de guitarra e vocais extras; para este último ele também adicionou uma "batida disco sintetizada com floreios comoventes" e elementos de new wave.
Outra questão surgiu depois que Madonna descobriu que Bray havia vendido a música "Ain't No Big Deal" para a banda Barracuda, tornando-a indisponível para seu álbum. Benitez abordou Curtis Hudson e Lisa Stevens-Crowder, da banda Pure Energy, e pediu-lhes uma canção. Intitulada "Holiday", a faixa foi escrita por Hudson e Stevens-Crowder para o grupo, mas sua gravadora Prism Records decidiu não gravá-la. "Holiday" já havia sido oferecido a Mary Wilson e Phyllis Hyman. Depois de receber a demo, Madonna rapidamente gravou os vocais. Benitez reuniu os músicos, cantarolou a música para eles e pediu a cantora que a interpretasse com uma "abordagem muito emocionante". Hudson tocou guitarra e seu irmão Raymond o baixo; a própria Madonna tocou o sino que pode ser ouvido no início, enquanto os vocais de fundo foram fornecidos por Norma Jean Wright e Tina Baker. Pouco antes de ser concluído, a cantora e Benitez levaram a fita para Zarr, para que ele pudesse acrescentar o que ela chamou de "Zarrismos": "floreios criativos" que dariam os "retoques finais", o que acabou sendo um solo de piano no final.

## Estrutura musical
|                                                      | "Everybody" Madonna cantando o refrão de "Everybody" enquanto uma batida sintetizada com infusão de R&B toca ao fundo. "Lucky Star" Uma amostra de 30 segundos do "Lucky Star", na qual Madonna canta o refrão, que é acompanhado por batidas sintetizadas. |
| Problemas para escutar estes arquivos? Veja a ajuda. | |

Madonna traz influências dos gêneros dance-pop e pós-disco. Suas canções falam de amor e relacionamentos por meio de uma sonoridade sintética e animada, produzidas com os instrumentos e tecnologia de ponta da época, como bateria eletrônica LinnDrum, baixo Moog Taurus e o sintetizador OB-X. A faixa de abertura, "Lucky Star", é um dance-pop de andamento médio, começando com algumas notas sintetizadas seguidas de percussão eletrônica, palmas e ritmos lentos. Contém também o riff de uma guitarra acompanhada pelo som grave de um sintetizador. Ela repete constantemente a frase "estrela luminosa, estrela brilhante" por mais de um minuto, antes de iniciar o refrão. Menciona alguém que é chamado de "estrela da sorte", pois traz fortuna e felicidade quando está por perto.
"Borderline" segue um tom mais sentimental, cujas linhas trata da perspectiva de uma jovem que exige um vínculo não correspondido de seu amante. Outros, por outro lado, acham que a música se refere indiretamente ao orgasmo, principalmente pelo trecho que diz: ""Ao limite, parece que eu vou perder a cabeça / Você segue empurrando o meu amor ao limite". Na música, Madonna usou um vocal refinado e expressivo, que é acompanhado pela instrumentação de Lucas. A introdução incorpora o som de um teclado junto com uma melodia sintetizada executada por Zarr. O baixista Anthony Jackson dobrou o baixo sintetizado de Dean Gant para produzir uma textura mais sólida e complexa. O refrão foi inspirado na música disco ouvida na Filadélfia na década de 1970, bem como no estilo musical de Elton John da época. A sequência de acordes é retirada de "You Ain't Seen Nothing Yet", de Bachman–Turner Overdrive, enquanto as fases do sintetizador exibem seu estilo musical típico. A terceira faixa, "Burning Up", tem um arranjo mais forte e contém sons graves produzidos por uma bateria eletrônica, guitarra e baixo. Os ritmos tom-tom usados em sua produção lembram as obras do cantor Phil Collins. Também incorpora uma guitarra elétrica e os sintetizadores mais recentes da época. Seu refrão repete várias vezes a frase; "Estou incendiando, incendiando pelo seu amor" —, enquanto a ponte consiste de uma série de duplos sentidos líricos, descrevendo o que ela está disposta a fazer por seu amado, seu individualismo e falta de vergonha.
Madonna segue com "I Know It", que tem um ritmo mais suave e traz o apoio de piano, saxofone, frases de sintetizador e uma mudança de acorde sem ritmo. Na música, Madonna afasta um amante que a machucou. "Holiday" segue uma fórmula de compasso 4/4, com um andamento moderado de 116 batidas por minuto e é acompanhada por instrumentos como guitarras, ritmos eletrônicos lentos, palmas, um cowbell tocado pela intérprete e um arranjo de cordas sintetizadas. Graças ao uso do efeito chorus, uma progressão repetitiva apertada é ouvida. No final da faixa ocorre uma mudança neste arranjo, e uma pausa de piano pode ser apreciada. A letra expressa a necessidade dos seres humanos de abandonar o cotidiano "reto" e se entregar aos momentos de diversão. Em "Think of Me", Madonna diz a seu namorado que ele deve prestar atenção nela, caso contrário ela o deixará. A música contém padrões de bateria eletrônica Linn Drum e um interlúdio de saxofone. "Physical Attraction" é uma faixa de tempo moderado com sintetizadores, guitarras e sons de metais; a intérprete canta em voz esganiçada sobre a atração física entre ela e um rapaz. O disco encerra-se com "Everybody" que inicia-se com uma introdução falada cheia de sintetizadores, na qual sua voz soa ofegante ao fundo. Na música, ela exibi um vocal ao estilo bubblegum pop, assim como o uso de multicanal. Chamado a todos para a pista de dança, a música pede que o ouvinte se entregue e esqueça os problemas.

## Título, arte e lançamento
De acordo com Mary Cross, Lucky Star era o título original do álbum, mas Madonna decidiu mudá-lo, sentindo que um nome singular poderia ter mais "poder de impacto". Sua mãe também foi uma inspiração, pois ela é "a única pessoa de quem já ouvi falar que se chama Madonna [...] É muito glamorosa". A imagem utilizada na capa original foi registrada pelo fotógrafo Edo Bertoglio, enquanto o design gráfico ficou a cargo do amigo da cantora, Martin Burgoyne. No entanto, segundo Seymour Stein, Madonna rejeitou esta capa porque "simplesmente não era icônica o suficiente". A capa oficial foi fotografada por Gary Heery e dirigida por Carin Goldberg. A imagem a exibe com cabelo platinado e curto, usando uma série de pulseiras de borracha preta nas mãos e uma gargantilha em volta do pescoço. Um jornalista da Radio & Records sentiu que a sua aparência na foto se asemelha ao "cruzamento de Marilyn Monroe com Jean Harlow". O umbigo da cantora também se destaca na parte interna da manga; ela comentou: “A foto de capa do meu primeiro álbum me mostra, tipo, nessa pose de Betty Boop com meu umbigo aparecendo. [...] Acho que existem outros lugares não óbvios no corpo que são sexy e a barriga é meio inocente". Em relação à sessão de fotos do álbum, Heery lembrou:
Madonna foi lançada pela Sire Records em 27 de julho de 1983. O disco foi relançado em 1985 para o mercado europeu e rebatizado de Madonna: The First Album, com imagens tiradas pelo fotógrafo George Holy. Aqui, Madonna posa com roupas semelhantes à capa original, mas com crucifixos e rosários como brincos e colares; segundo ela, colocar um crucifixo era "algo estranho e interessante. Quero dizer, tudo o que faço é meio que uma piada. Além disso, acho que [os crucifixos] combinam com o meu nome". Na época da publicação do disco, o estilo de roupa da cantora estava começando a se tornar uma referência de moda entre as jovens. Em 2001, a Warner Bros. Records lançou uma versão remasterizada com a capa original e dois remixes adicionais de "Burning Up" e "Lucky Star". Madonna dedicou o álbum a seu pai Tony Ciccone, cujo relacionamento não tinha sido totalmente bom. Em entrevista à revista Time, ela comentou: "Meu pai nunca acreditou que o que eu estava fazendo aqui [em Nova Iorque] valesse a pena, nem que minhas intenções fossem boas [...] Não foi até o lançamento do meu primeiro disco e a partir daí começou a ouvir minhas músicas no rádio e parou de fazer perguntas".

## Crítica profissional
| Críticas profissionais | Críticas profissionais |
| Avaliações da crítica  | Avaliações da crítica  |
| Fonte                  | Avaliação              |
| ---------------------- | ---------------------- |
| Allmusic               | [ 25 ]                 |
| Billboard              | (favorável)            |
| Entertainment Weekly   | A                      |
| Plano Crítico          | [ 27 ]                 |
| Pitchfork              | (8,2/10)               |
| Q                      | [ 48 ]                 |
| Robert Christgau       | A-                     |
| Rolling Stone          | [ 50 ]                 |
| Rolling Stone (1983)   | [ 51 ]                 |
| Slant                  | [ 30 ]                 |

Madonna foi recebido com análises geralmente mistas de críticos musicais na época de seu lançamento; contudo, análises em retrospecto prezaram sua produção, seu som e seus gêneros musicais. Stephen Thomas Erlewine, do banco de dados Allmusic, deu-lhe a classificação máxima de cinco estrelas; em sua avaliação, ele comentou que "a estreia auto-intitulada de Madonna não é apenas boa, mas também estabeleceu os padrões de dance pop para as próximas duas décadas. Embora a voz da cantora não seja exatamente potente e as músicas — embora cativantes e memoráveis —, não consigam se destacar por si só, como um todo, [o álbum] é totalmente irresistível". Em sua crítica da versão remasterizada da obra (2001), Michael Paoletta, editor da revista Billboard, opinou que "canções como "Holiday", "Physical Attraction", "Borderline" e "Lucky Star" permanecem irresistíveis". Leo Tassoni, autor da biografia de Madonna, afirmou que o conjunto "não tem pretensões de transmitir uma mensagem profunda, mas somente incentivar uma atitude positiva e espontânea perante a vida e para que quem o ouça passe momentos agradáveis. Ele concluiu que "não é nada de outro mundo", mas deixa claro que sua intérprete é um artista original com muitos recursos em seu currículo. Joe Lynch, da Billboard, considerou-o o terceiro melhor do catálogo da artista, observando que "embora não seja seu álbum mais maduro, a estreia auto-intitulada de Madonna mostra a estrela pop emergente em seu estado mais exaltado", a qual definiu ser "uma das estreias mais emocionantes da história da música pop". Por sua vez, Luisa Vidales, da rádio mexicana Ibero90.9, mencionou que, "embora contenha clássicos como "Holiday" e "Lucky Star", este álbum não é 100% Madonna. Não contém sua essência, sua alma em vinil". Ricardo Marin, da mesma publicação, avaliou que "embora os temas líricos da cantora sejam na verdade recorrentes e mastigáveis — a maioria deles falam sobre amor, desgosto e hedonismo em geral" —, o elemento musical se renova a cada audição. [...] Todas [as músicas] têm uma noção hedonista e festiva; provocando movimentos rítmicos e um apelo adicional à experiência comunitária e à celebração excessiva [...] que oscila entre o engraçado e o sensual. Concluiu, citando-o como o menos pessoal da discografia da artista.
Jim Farber, da britânica Entertainment Weekly, classificou-o com uma nota "A" e afirmou que "[Madonna] teria acabado como outra boneca pós-disco se [as músicas do conjunto] não tivessem revelado suas habilidades "incomparáveis" de combinar batidas disco com pop". Em junho de 2007, a revista o colocou na quinta posição de sua lista dos 100 melhores álbuns da contemporaneidade. Jonathan Ross, da Q, sentiu que "Borderline" é doce e "Holiday" ainda "borbulha de inovação e entusiasmo pela vida [...] este sucesso dançante dos anos 1980 por excelência também apresenta um solo de piano em forma de barrellhouse". Dando uma nota "A-" ao registro, o crítico musical e jornalista Robert Christgau declarou que "caso você tenha acreditado na falácia, a música disco nunca morreu. Só voltou para os malucos que acharam que valeu a pena. Essa loira atrevida é uma delas, e com a ajuda habilmente orquestrada de uma excelente seleção de produtores, mixadores e DJs, ela conseguiu um som tão tonificado quanto sua barriga". Por sua vez, Don Shewey, da Rolling Stone, notou que com este disco e "sem ultrapassar as modestas ambições do funk, Madonna faz um convite irresistível para você dançar". Seus editores o colocaram na 50.ª posição entre os 100 melhores discos da década de 1980. Além de posicioná-lo, no 96.º posto, entre os 100 melhores trabalhos de estreia de todos os tempos. Em 2001, Sal Cinquemani, da revista online Slant, expressou que com sua batida carregada de sintetizadores, Madonna "soa tão inédita quanto há quase duas décadas atrás". Em 2012, a publicação o considerou o trigésimo terceiro álbum de maior destaque dos anos 1980". Para a Vice, que o colocou na 26.ª ocupação dos melhores álbuns de dance music da história, Madonna era um disco "muito divertido de dançar". De igual forma, Thiago Nolla, critico do CinePOP, concluiu em sua resenha que: "A estreia auto-intitulada de Madonna é apenas a primeira deliciosa jornada que uma das maiores performers de todos os tempos viria a nos apresentar. Já com suas composições iniciais, ela conquistou um triunfante patamar que apenas se re-afirmaria com o passar dos anos – alcançando um chocante e honrável ápice poucos anos depois".
Sebas E. Alonso, do site mexicano Jenesaispop, declarou: "Madonna está muito longe da sofisticação de obras anteriores ou contemporâneas, como Dare (1981), de The Human League, ou Thriller (1982), de Michael Jackson. No entanto, há nele um claro ponto de frescor e casualidade que continua a torná-lo irresistível". Além disso, observou que a obra permitiu à cantora estabelecer "uma apresentação ilustrativa do concurso de vadias que o pop se tornaria nas décadas seguintes: sexo fácil, descaramento, vontade de se divertir e sonoridades entre o pós-disco e o synth pop". Escrevendo para a The Quietus, Matthew Lindsay descreveu-o como "um grande disco pop; uma trilha sonora para tempos complicados". Juan Puchades, da revista espanhola Efe Eme, prezou a sua composição, a qual notou ser praticamente realizada unicamente pela própria Madonna. Completando que se trata de um disco "irresistível", no qual não se deve desperdiçar um segundo e que define a música pós-disco, completando: "Ela canta com exultante autoconfiança juvenil carregada de sexualidade, canções adesivas que fazem parte do o melhor daqueles anos de grandes ombreiras e penteados lacados e esculpidos". José Casesmeiro Osorio, da revista Shangay Express, sublinhou que "com uma sonoridade puramente oitentista, a cantora apresentou-se ao mundo com este álbum que traz diversas canções míticas da sua carreira". Dando quatro estrelas de cinco totais, Leonardo Campos, do Plano Crítico, também se pronunciou positivamente em relação ao material, observando que embora ele "ainda não fosse tão bom quanto o que viria depois", já "era o preâmbulo de algo que podia se tornar bastante interessante".
Um editor do portal Sputnikmusic, em uma análise mista, também comparou Madonna à Thriller, por serem álbuns cujas músicas que não são singles acabam sendo ofuscadas pelas que são. Contudo, avalia que a entrada da cantora "no cenário musical foi um evento como nenhum outro e, embora ela tenha se estabilizado nos últimos dois anos, seu trabalho inicial é difícil de igualar. Sua influência na música está em toda parte e, embora muitos de seus álbuns superem o trabalho que ela fez em sua estreia, foi realmente o melhor ponto de partida que ela poderia ter criado para si mesma". O autor italiano Francesco Falconi comentou que "Madonna não é nada refinado e complexo como as sucessivas obras de sua criadora, mas está em perfeita harmonia com a época em que foi feito". O crítico Sergio Ariza Lázaro, do jornal Diario Crítico, citou "Holiday" como a melhor faixa de seu alinhamento e ponderou: "Para sua estreia, suas influências misturam a nova onda de grupos como Soft Cell com música disco, todos banhados por uma sensibilidade pop magistral e refrões luminosos. É claro que a produção de Reggie Lucas soa completamente ultrapassada". Joseph Earp, do portal australiano Junkee, chamou-a de "irregular, mas de uma forma excitante, não decepcionante". Numa crítica menos positiva, Néstor Villamor do periódico espanhol The Objective, opinou que embora incluísse "algumas das canções mais marcantes do artista e da própria década de 1980", não foi um álbum "brilhante" nem "previu uma carreira lendária". Por fim, a revista britânica Gay Times sentiu que carecia da "inovação e da direção de seus trabalhos posteriores".

## Promoção

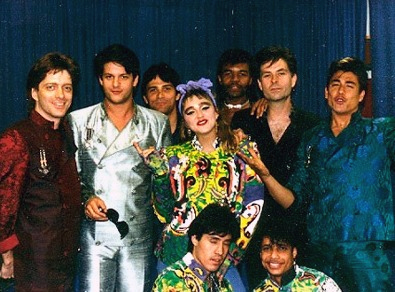
Madonna, cercada por sua banda, durante a The Virgin Tour em 1985

Madonna realizou uma série de shows entre 1983 e 1984 para promover o álbum em diferentes boates e discotecas em Nova Iorque e Londres, como a Danceteria e a Camden Palace Theatre. Ela também apareceu em alguns programas de televisão, como American Bandstand e Top of the Pops. Durante sua visita a primeira atração, interpretou "Holiday"; Em uma entrevista para o animador Dick Clark, disse a ele que sua intenção era "dominar o mundo". Mais tarde, seria descrita por John Mitchell, da MTV, como "uma das mais lendárias" declarações da artista. Um ano depois, ela executou os singles do álbum na The Virgin Tour, na qual visitou somente os Estados Unidos e a cidade de Toronto, no Canadá. A turnê recebeu opiniões variadas da mídia especializada, mas foi um sucesso comercial: os ingressos se esgotaram assim que as datas foram anunciadas. A loja departamental Macy's, em Nova Iorque, lotou de fãs que compravam as peças similares as usadas pela artista durante as apresentações — que incluía os brincos de crucifixo e as luvas de renda sem dedos — e que mais tarde se tornariam populares entre os jovens. Arrecadou mais de 5 milhões de dólares, embora a Billboard tenha afirmado um total de 3,3 milhões. A digressão foi gravada e lançada como um filme-concerto, intitulado Madonna Live: The Virgin Tour. Autores posteriores analisaram a turnê e comentaram que estava claro que "[Madonna] era uma estrela pop genuína no processo de se tornar um ícone cultural". Da mesma forma, Shari Benstock e Suzanne Ferriss, em seu livro On fashion, afirmaram que a "posicionou como a figura mais ardente" do gênero.

### Singles
Cinco singles foram lançados a partir de Madonna. O primeiro deles, "Everybody", foi divulgado em 6 de outubro de 1982, data em que o álbum ainda não estava totalmente gravado. A inclusão de ritmos urbanos na obra levou alguns a pensar que Madonna fosse uma cantora negra, impressão facilitada pelo fato de a capa do single não conter uma fotografia sua. Para evitar a confusão entre o público, Madonna convenceu os executivos da Sire a produzirem um vídeo para deixar claro sua aparência física. O resultado foi um de baixo orçamento dirigido por Ed Steinberg, apresentando ela e outras pessoas cantando e dançando a música em uma boate. A produção ajudou a promover a faixa enquanto aumentava a popularidade da intérprete. Apesar disso, não entrou na parada estadunidense Billboard Hot 100 e alcançou apenas a posição 107 no Bubbling Under Hot 100 em 22 de janeiro de 1983. No entanto, foi um sucesso na Dance Club Songs, chegando ao número três.

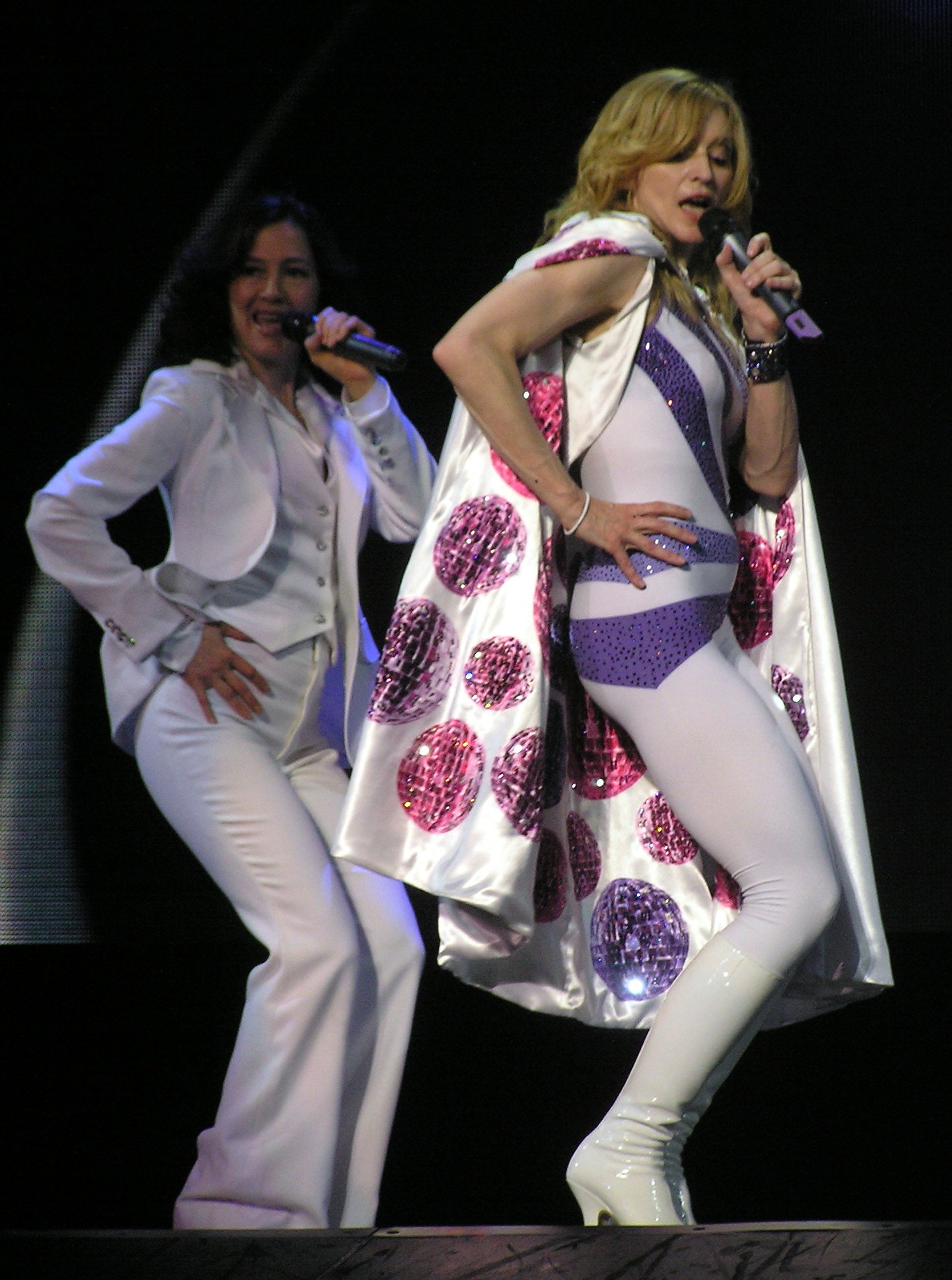
Madonna apresentando "Lucky Star" — a canção mais bem sucedida do álbum na Billboard Hot 100 —, durante a turnê Confessions Tour (2006)

Em 9 de março de 1983, "Burning Up", sua segunda música de trabalho, é lançada; em alguns países, foi distribuído como lado B ao lado de "Physical Attraction". Recebeu críticas mistas; enquanto alguns perceberam que ela tinha uma composição mais sombria do que "Everybody", outros elogiaram seu ritmo. Também não foi um sucesso comercial e só apareceu na terceira posição da Dance Club Songs e nas paradas australianas de vendas, onde ficou entre os vinte primeiros lugares em junho de 1984. O vídeo musical correspondente apresentava a artista em uma rodovia deserta, enquanto ela se contorce de paixão por seu amado, que se aproxima dela por trás em um carro. Termina com Madonna dirigindo o veículo; de acordo com o autor Rikky Rooksby, isso sugeria que ela estava "sempre no comando".
Em 7 de setembro, "Holiday" é lançado. Foi o primeiro sucesso comercial da cantora ao qualificar-se no número 16 da Billboard Hot 100, e foi seu primeiro número número um na Dance Club Songs. No Reino Unido alcançou a segunda posição — atrás apenas de outro lançamento de Madonna, "Into the Groove" —, e os dez primeiros em outros países, incluindo Alemanha, Austrália e Bélgica. Originalmente lançado no Reino Unido em 8 de setembro de 1983, "Lucky Star" foi liberado como o quarto single de Madonna. Vários críticos a elogiaram, chamando-a de introdução ao gênero "dance otimista". Tornou-se a primeira música da artista a alcançar os cinco primeiros postos na Billboard Hot 100, bem como a primeira em uma série consecutiva de dezesseis canções dela a listar-se nas cinco primeiras colocações da Dance Club Songs. Seu vídeo apresenta Madonna dançando em frente a um fundo branco, acompanhada por seus dançarinos. Após a estreia, o estilo e a maneira de se vestir da cantora viraram moda entre os jovens; vários acadêmicos apontaram que ela se retratava como narcisista e de caráter ambíguo.
A última música de trabalho, "Borderline", foi lançada em 15 de fevereiro de 1984. Nos Estados Unidos sua divulgação deu-se antes de "Lucky Star" e converteu-se no segundo tema da artista a qualificar-se entre as dez primeiras posições da Billboard Hot 100. Internacionalmente, ocupou os vinte primeiros postos de vários países europeus e chegou ao topo na Irlanda. Os críticos a deram opiniões muito positivas e classificaram-na como a interpretação harmonicamente mais complexa do álbum. Em seu vídeo correspondente, Madonna aparece com um homem latino que age como seu namorado. Eventualmente, um outro homem a cativa, um fotógrafo britânico, que a pede para posar para ele. Porém, após posar para o fotógrafo, ela volta para o namorado. Esse conteúdo gerou interesse entre acadêmicos que destacaram o uso simbólico do poder descrito pelo vídeo.

## Legado e impacto
O lançamento de Madonna gerou impacto na mídia e na cultura popular. Críticos concordaram que o álbum trouxe uma "renovação" para a música disco, que na opinião de Brian Niemietz, do New York Post, foi comparável à popularização da gospel e do rock and roll por Elvis Presley. Na década de 1980, o disco foi considerado um anátema para o pop e as "canções com ritmos elegantes de última tecnologia" lançadas por Madonna mudaram tal perspectiva, promovendo a massificação deste gênero musical. O escritor Santiago Fouz-Hernández notou que os ritmos cativantes e os arranjos bem definidos das canções, bem como o estilo vocal da artista, contribuíram para o sucesso do projeto, do qual destacou as canções "Lucky Star" e "Borderline" por seu tom otimista que, em sua opinião, são atraentes principalmente para aqueles ligados à população LGBT. A rádio colombiana La FM elogiou esses dois últimos singles além de "Holiday", e considerou que eles foram os responsáveis pelo trabalho ter "caído no gosto do público". Um repórter da Radio Programas del Perú comentou que essas canções marcaram o início de uma série de sucessos que influenciaram o estilo musical posteriormente adotado por outros artistas. No entanto, a princípio vários menosprezaram o impacto e alcance de ambos, disco e intérprete, na indústria da música.
Após o lançamento do álbum, Madonna foi rejeitada por alguns críticos. Eles acharam sua voz parecida com a da personagem de desenho animado Minnie Mouse, enquanto os outros detratores sugeriram que ela possuía "quase que totalmente uma voz de gás hélio, um foguete mais rápido do que aqueles que estamos acostumados a ver surgir na MTV e outros meios de comunicação", cujas canções "são caracterizadas pela pela pouca aptidão vocal [do cantor]". Sobre os comentários, à artista disse: "Desde o início da minha carreira, as pessoas têm escrito merda sobre mim e dito: 'Ela é uma modinha de um só sucesso, ela vai desaparecer depois de um ano'". Como resposta às comparações com "Minnie Mouse", ela fez uma sessão de fotos com Alberto Tolot, onde posou com um brinquedo gigante da personagem, colocando a mão dentro de seu vestido e olhando para ela com um olhar de repreensão. A autora Debbi Voller observou que "tais comentários maldosos logo no início de sua carreira poderiam tê-la ofendido muito. Mas acabou calando aqueles idiotas que ousaram zombar de sua voz novamente". Vinte e cinco anos depois, em seu discurso de aceitação da indução ao Rock and Roll Hall of Fame, Madonna agradeceu aos críticos que a esnobaram nos primeiros anos: "Aqueles que diziam que eu não tinha talento, que era gordinha, que não sabia cantar, que eu era uma artista de um só sucesso. Eles me pressionaram para ser melhor e sou grata pela aprendizagem".
Desde sua estreia, a imprensa tem concordado que este álbum representou um marco não só na música disco, mas também no sucesso da carreira musical de sua intérprete, tanto pelo som quanto pela imagem projetada nos videoclipes. Na opinião de Kyle Anderson, da Entertainment Weekly, "a voz de Madonna, e obviamente sua aparência, seria imitada nos próximos anos, mas ela permaneceria como algo muito mais importante: a criação e a definição do conceito diva pop". Na comemoração do 35º aniversário da sua publicação, Adolfo López, do jornal mexicano El Sol de Mexico, reconheceu que os tons dançantes com elementos de música disco "formaram as primeiras bases do pop dos anos 1980", acrescentando que "continua a ter um validade importante [...] para todos aqueles que buscam entender como um álbum encabeçado por uma voz feminina veio revolucionar a indústria da música pop e definir tendências, pelo menos, nas próximas duas décadas".
"Madonna foi um disco sexy e com visão de futuro que levou o pop a uma nova direção. Seu sucesso mostrou que, com a diva certa no comando, a música semelhante à disco poderia encontrar um lugar no mainstream branco – um chamado para a pista de dança respondido por todos, de Kylie [Minogue] a Robyn, de [Lady] Gaga à própria Madonna. Depois de se aventurar em vários experimentos musicais e projetos de filmes, quando Madonna precisa de um sucesso, a rainha de longa data da parada Dance Songs frequentemente retorna a boate. Essa abordagem nem sempre funciona, como seus últimos três discos mostraram, mas você não pode culpá-la por tentar voltar para aquele lugar onde os corpos celestes brilham por uma noite.
—Trecho da análise de Jill Mapes, da Pitchfork, comentando sobre o destaque e a ascensão de Madonna conquistados com o álbum.
Outros destacaram a relevância dos videoclipes usados por Madonna para divulgar o projeto, considerando que eles funcionaram como uma plataforma por meio da qual ela consolidou sua imagem e deu às mulheres um papel de destaque na indústria, sendo um modelo a ser seguido por outras intérpretes como Janet Jackson e Debbie Gibson. Leo Tassoni destacou que os vídeos ofereciam um novo conceito de sexualidade feminina que impressionava os jovens da época, pois constituía a "personificação dos sonhos" e um "modelo feminino contemporâneo para meninas liberais", papéis que em sua opinião adquiriram notável importância ao longo do tempo. Para a escritora Carol Clerk, os videoclipes de "Burning Up", "Lucky Star" e "Borderline" fizeram Madonna parecer como uma "mulher inteligente, astuta e engraçada". Mark Lore afirmou que "[a artista] tinha uma confiança e uma sexualidade que eles não viam desde Donna Summer. Era exatamente o que a música pop precisava". De acordo com o acadêmico Douglas Kellner, em sua abordagem do assunto para o livro Media Culture: Cultural Studies, Identity, and Politics Between the Modern and the Postmodern, os vídeos da era Madonna acabaram sendo cruciais para que a cantora se consolidasse como uma "estrela da música". Com o videoclipe de "Borderline", ela foi creditada por quebrar o tabu de relacionamentos inter-raciais, e foi considerado um dos momentos decisivos de sua carreira. A MTV o exibiu em alta rotação, aumentando ainda mais a sua popularidade.

## Alinhamento de faixas
| Madonna – Edição padrão |                       |                            |                          |         |  |
| N.º                     | Título                | Compositor(es)             | Produtor(es)             | Duração |  |
| 1.                      | "Lucky Star"          | Madonna                    | Reggie Lucas             | 5:37    |  |
| 2.                      | "Borderline"          | Lucas                      | Lucas                    | 5:18    |  |
| 3.                      | "Burning Up"          | Madonna                    | Lucas[a]                 | 3:45    |  |
| 4.                      | "I Know It"           | Madonna                    | Lucas                    | 3:47    |  |
| 5.                      | "Holiday"             | Curtis Hudson Lisa Stevens | John "Jellybean" Benitez | 6:08    |  |
| 6.                      | "Think of Me"         | Madonna                    | Lucas                    | 4:54    |  |
| 7.                      | "Physical Attraction" | Lucas                      | Lucas[a]                 | 6:39    |  |
| 8.                      | "Everybody"           | Madonna                    | Mark Kamins              | 6:02    |  |
| Duração total:          | Duração total:        | Duração total:             | Duração total:           | 40:47   |  |

| Madonna – Faixas bônus da edição remasterizada de 2001 |                            |                |              |         |  |
| N.º                                                    | Título                     | Compositor(es) | Produtor(es) | Duração |  |
| 9.                                                     | "Burning Up" (12" Version) | Madonna        | Lucas[a]     | 5:59    |  |
| 10.                                                    | "Lucky Star" ("New" Mix)   | Madonna        | Lucas[a]     | 7:15    |  |

## Créditos
Lista-se abaixo os profissionais envolvidos na elaboração de Madonna, de acordo com o encarte do álbum:
Gravadoras
- Sire Records: companhia discográfica, detentor de direitos autorais nos Estados Unidos (1983, 1985)
- Warner Bros. Records: distribução e marketing (todos os lançamentos), companhia discográfica, detentor de direitos autorais nos Estados Unidos (2001)
- Warner Music Group International: distribuição internacional, detentor internacional de direitos autorais (todos os lançamentos)

Locais de gravação
- Gravação: Sigma Sound Studios, Nova Iorque, Estados Unidos.
- Masterização: Sterling Sound, Nova Iorque, Estados Unidos.

Visuais e imagem
- Carin Goldberg: direção artística
- Gary Heery: fotografia
- George Holy: fotografia (Madonna: The First Album)

Instrumentação
- Madonna: vocais principais, vocais de apoio, coros, sino
- Tina B.: coros
- Christine Faith: coros
- Dean Gant: sintetizador, piano, piano eléctrico
- Gwen Guthrie: coros
- Curtis Hudson: guitarra
- Raymond Hudson: baixo
- Anthony Jackson: baixo eléctrico
- Bashiri Johnson: percussão
- Reggie Lucas: guitarra
- Bob Malach: saxofone tenor
- Paul Pesco: guitarra
- Ira Siegel: guitarra
- Ed Walsh: sintetizador
- Brenda White: coros
- Norma Jean Wright: coros
- Fred Zarr: sintetizador, piano, bateria, piano elétrico, piano Rhodes, sintetizador modular Moog, baixo Moog

Composição e produção
- Reggie Lucas: composição, produção, programação
- Mark Kamins: programação
- John "Jellybean" Benitez: produção, mixagem, remisturas
- Madonna: composição
- Curtis Hudson: composição, arranjo
- Lisa Stevens: composição
- Jim Dougherty: engenharia de áudio
- Butch Jones: engenharia de áudio
- Bob Blank: engenharia de áudio
- Michael Hutchinson: engenharia de áudio
- Jay Mark: mixagem, engenharia de áudio, remisturas
- Ted Jenson: masterização
- Leslie Ming: programação
- Fred Zarr: arranjo

## Desempenho comercial
Nos Estados Unidos, Madonna entrou na posição 190 da tabela Billboard 200 em 3 de setembro de 1983. Em 20 de outubro de 1984 saltou para a oitava, que foi sua posição de pico, mais de um ano após seu lançamento inicial. Também alcançou a 12.ª ocupação na genérica Dance/Electronic Albums e a décima sexta da Vinyl Albums. Em seu primeiro ano, vendeu 2 milhões e 800 mil cópias apenas no país. Encerrou como o décimo sétimo disco mais bem sucedido em 1984 na Billboard 200, enquanto em 1985 fechou no 25.º posto; ano em que Madonna se tornou a artista com maior número de vendas no território. Dezessete anos após seu lançamento, a Recording Industry Association of America (RIAA) certificou-o com cinco discos de platina, por ultrapassar a cifra de cinco milhões de cópias vendidas nos Estados Unidos. Uma vez que o sistema de informação Nielsen SoundScan só foi estabelecido em 1991, 450 mil réplicas adicionais foram constatadas. No Canadá, o material estreou em 10 de março de 1984 na posição 87 da parada Canadian RPM Top Albums e, após seis semanas, alcançou o número 57. Não voltou a entrar no ranking até 4 de agosto, quando reapareceu no 95º lugar. Obteve o posto 16 como pico, durante sua 29ª semana, totalizando 47 atualizações na parada e, no final daquele ano, Madonna foi reconhecido como o quinquagésimo disco mais adquiridos. No total, vendeu mais de 100 mil cópias no país. Já no Brasil 310 mil unidades foram compradas até 1993.
Também obteve bons resultados comerciais na Austrália e na Nova Zelândia; no primeiro, alcançou a décima posição na lista compilada pelo Kent Music Report e foi condecorado com platina tripla pela Australian Recording Industry Association (ARIA). Simultaneamente, no segundo país, entrou em 4 de março de 1984 no número 49 e subiu para o 40 em 8 de abril. Mais tarde, a Recorded Music NZ (RMNZ) concedeu-lhe um certificado de platina. Por outro lado, no Japão obteve o vigésimo posto como melhor no compilado Oricon e vendeu 89,710 no país. Em Hong Kong a International Federation of the Phonographic Industry (IFPI) emitiu um certificado de platina em reconhecimento às mais de 20 mil vendas. Embora não tenha recebido qualquer certificação, vendeu 100 mil réplicas em Israel.
Nos países europeus, o desempenho comercial de Madonna foi mais moderado. Em terras britânicas, debutou no UK Albums Chart em 11 de novembro de 1984, na posição 85; após oito edições, chegou a 37 em 21 de abril de 1985. Retornou à posição 91 no dia treze e subiu para o sexto após cinco semanas. No total, ocupou a lista por 125 atualizações. A British Phonographic Industry (BPI) certificou o trabalho como disco de ouro pelas 300 mil unidades faturadas. Ao redor do continente, o conjunto ocupou as trinta primeiras posições na Alemanha, Áustria, França — onde foi reconhecido como platina pelo Syndicat National de l'Édition Phonographique (SNEP) — e Países Baixos. Mundialmente, comercializou mais de 10 milhões de exemplares.
| País — Tabela musical (1983–2019)          | Posição de pico |
| ------------------------------------------ | --------------- |
| África do Sul (RISA)                       | 65              |
| Alemanha (GfK Entertainment Charts)        | 28              |
| Austrália (Kent Music Report)              | 10              |
| Áustria (Ö3 Austria Top 40)                | 15              |
| Canadá (RPM Top 100 Albums)                | 16              |
| Croácia (Top of the Shops)                 | 2               |
| Croácia (Top of the Shops) Versão em Vinil | 3               |
| Dinamarca (Hitlisten)                      | 57              |
| Europa (Music & Media)                     | 14              |
| Escócia (OCC)                              | 48              |
| Espanha (PROMUSICAE)                       | 35              |
| Estados Unidos (Billboard 200)             | 8               |
| Estados Unidos (Dance/Electronic Albums)   | 12              |
| Estados Unidos (Top R&B/Hip-Hop Albums)    | 20              |
| Estados Unidos (Vinyl Albums)              | 16              |
| França (SNEP)                              | 8               |
| Finlândia (Suomen virallinen lista)        | 38              |
| Grécia (IFPI Grécia)                       | 29              |
| Hungria (MAHASZ)                           | 18              |
| Itália (FIMI)                              | 50              |
| Japão (Oricon)                             | 20              |
| Nova Zelândia (Recorded Music NZ)          | 6               |
| Países Baixos (MegaCharts)                 | 7               |
| Reino Unido (UK Albums Chart)              | 6               |
| Suécia (Sverigetopplistan)                 | 43              |

| País — Tabela musical (1985)                  | Posição de pico |
| --------------------------------------------- | --------------- |
| Reino Unido (Music Week)                      | 1               |
| Estados Unidos (Top Music Videocassette)      | 1               |
| Estados Unidos (Cashbox Music Videocassettes) | 1               |

| País — Tabela musical (1983)            | Posição |
| --------------------------------------- | ------- |
| Estados Unidos (Cashbox Top 100 Albums) | 79      |
| País — Tabela musical (1984)            | Posição |
| Austrália (Kent Music Report)           | 10      |
| Canadá (RPM Top 100 Albums)             | 50      |
| Estados Unidos (Billboard 200)          | 17      |
| Estados Unidos (Top R&B/Hip-Hop Albums) | 15      |
| Estados Unidos (Cashbox Top 100 Albums) | 41      |
| País — Tabela musical (1985)            | Posição |
| Estados Unidos (Billboard 200)          | 25      |
| Nova Zelândia (RMNZ)                    | 28      |
| Países Baixos (MegaCharts)              | 95      |
| País — Tabela musical (1986)            | Posição |
| Países Baixos (MegaCharts)              | 12      |
| Reino Unido (UK Albums Chart)           | 55      |

| País — Tabela musical (1985)         | Posição |
| ------------------------------------ | ------- |
| Reino Unido (Gallup/OCC)             | 2       |
| Estados Unidos (Videocassette Sales) | 28      |

| Região                                                                                             | Certificação | Vendas     |
| -------------------------------------------------------------------------------------------------- | ------------ | ---------- |
| África do Sul (RiSA)                                                                               | Ouro         | 25 000^    |
| Alemanha (BVMI)                                                                                    | Ouro         | 250 000^   |
| Austrália (ARIA)                                                                                   | 3× Platina   | 250 000    |
| Espanha (PROMUSICAE)                                                                               | Ouro         | 50 000^    |
| Estados Unidos (RIAA)                                                                              | 5× Platina   | 5 000 000^ |
| França (SNEP)                                                                                      | Platina      | 300 000^   |
| Hong Kong (IFPI Hong Kong)                                                                         | Platina      | 20 000*    |
| Itália (FIMI)                                                                                      | 2× Platina   | 210 000    |
| Nova Zelândia (RIANZ)                                                                              | Platina      | 15 000*    |
| Países Baixos (NVPI)                                                                               | Platina      | 100 000^   |
| Reino Unido (BPI)                                                                                  | Platina      | 300 000^   |
| Resumos                                                                                            |              |            |
| Mundo                                                                                              | —            | 10 000 000 |
| *números de vendas baseados somente na certificação ^distribuições baseadas apenas na certificação |              |            |

| Região                                                                                             | Certificação | Vendas    |
| -------------------------------------------------------------------------------------------------- | ------------ | --------- |
| Estados Unidos (RIAA)                                                                              | Platina      | 100 000^  |
| Resumos                                                                                            |              |           |
| Mundo                                                                                              | —            | 1 000 000 |
| *números de vendas baseados somente na certificação ^distribuições baseadas apenas na certificação |              |           |